# Ermita de San José de Nazaret (San José de El Suculum)
La ermita de San José de Nazaret del barrio de El Suculum es una pequeña ermita de rito católico adscrita a la parroquia de San Andrés, en el municipio de Santa Cruz de Tenerife de la isla de Tenerife (Islas Canarias, España). 
El templo pertenece a la parroquia de San Andrés (es decir, a esta zona parroquial), que comprende las localidades de San Andrés, Valleseco, San José de El Suculum e Igueste de San Andrés.

## Historia
La ermita fue inaugurada en 2005 y consagrada en 2007 por el obispo de la Diócesis de Tenerife, Bernardo Álvarez, como parte de la parroquia de San Andrés. Anteriormente los vecinos habían utilizado diferentes locales como ermita.
La imagen de San José fue llevada al barrio en 1973 procedente del antiguo Hospital Civil (actual Museo de la Naturaleza y la Arqueología de Santa Cruz de Tenerife). Antiguamente se traía la imagen de San José venerada en la parroquia de San Andrés para celebrar en El Suculum las fiestas del Santo. La imagen actual es sacada en procesión cada año por sus fiestas el fin de semana siguiente al 19 de marzo en dos ocasiones; la víspera en procesión nocturna con exhibición de fuegos artificiales, y el "Día Grande", recorriendo las calles del barrio al mediodía.
Otra imagen destacada del templo es Santa María de Nazaret o la Virgen Nazarena, considerada popularmente como la compatrona del barrio, siendo un regalo del Obispado de Tenerife. La talla procede de Italia y muestra a la Virgen María con el Niño Jesús en un gesto de señalar al niño, indicando que él es el camino a seguir. Preside también el altar mayor un bello Cristo crucificado situado entre las imágenes de San José y la Virgen Nazarena. Otra imagen singular es la pequeña talla de Santa Rita de Casia procedente de Ecuador.
Entre el patrimonio de la ermita destaca el tabernáculo o custodia del Santísimo Sacramento realizado en plata y que fue donado por el grupo folclórico Paiba de San Andrés.